# Olga Boudina
Olga Boudina (en russe : Ольга Александровна Будина), née le 22 février 1975 dans la ville de Odintsovo en Russie soviétique, est une actrice russe, active au théâtre et au cinéma. Elle est lauréate du Prix d'État de la fédération de Russie en 2001.

## Biographie
Née en 1975, Olga Boudina fréquente l'Université Boris Chtchoukine où elle apprend l'art dramatique. Elle fait ses débuts cinématographiques en 1996 dans une adaptation du Petit Prince. En 2000, elle tient le rôle d'Anastasia dans Les Romanov : une famille couronnée. En 2003, elle est membre du jury du 25e Festival international du film de Moscou.
En 2004, elle se marie avec l'homme d'affaires Aleksandr Naoumov, union qui se termine par un divorce. Ils ont un enfant, Naoum, né en 2004.

## Filmographie
- 1998 : Ne poslat li nam... gontsa?
- 1999 : D. D. D. Dossie detektiva Dubrovskogo (téléfilm)
- 1999 : Tsvety ot pobediteleï
- 2000 : Les Romanov : une famille couronnée (Romanovi: ventsenosnaïa semia) : grande-duchesse Anastasia Nikolaevna
- 2000 : Tchek : Clerk
- 2000 : Le Journal de sa femme : poétesse Galina Plotnikova
- 2000 : Imperia pod oudarom : Olga
- 2000 : La Frontière : Roman de taïga d'Alexander Mitta : Marina Golochtchiokina
- 2001 : Down House : Maria
- 2001 : Salomeia : Salomé
- 2002 : Jeleznodorojny romans : Vera
- 2003 : L'Idiot (série télévisée) : Aglaé Epantchina
- 2003 : Radosti i petchali malenkogo lorda : Nora
- 2003 : Bajazet : Olga Jvochtchinskaïa
- 2004 : Une saga moscovite, feuilleton télévisé de Dmitri Barchtchevski : Nina Gradova-Kitaïgorodskaïa
- 2006 : Jena Stalina : Nadejda Allilouïeva-Staline
- 2007 : Loutchaïa jizn doktora Selivanogo : Elena Selivanova, gynécologue
- 2007 : Kolie dlia snejnoï baby : Katia
- 2008 : Tiajioly pessok : Helena Moïseïevna, la femme de Levi
- 2008 : Ouravnenie so vsemi izvestnymi : Anna Samoïlova
- 2009 : Sindrom Feniksa : Tatiana
- 2010 : Zemski doktor : Dr Olga Samoïlova
- 2010 : Serdtse materi (téléfilm) : Vera Gourianova, procureur criminel